# Walter Veith
Walter Julius Veith (ur. 3 grudnia 1949 w Południowej Afryce) – południowoafrykański zoolog, autor i adwentystyczny ewangelista (Veith działa na własną rękę, Kościół Adwentystów Dnia Siódmego nie zatrudnia go na stanowisku ewangelisty). Znany jest głównie z wykładów w zakresie żywienia, kreacjonizmu oraz działalności religijnej, głównie dzięki organizacji Amazing Discoveries.
Walter Veith był profesorem wydziału zoologii na Uniwersytecie Kapsztadzkim, był wykładowcą na wydziale biologii medycznej. W tym czasie wydział otrzymał nagrodę od Royal Society London za zasługi dla badań zoologicznych.
Po nawróceniu i wstąpieniu do Kościoła Adwentystów Dnia Siódmego odrzucił teorię ewolucji na rzecz kreacjonizmu i musiał zrezygnować z wykładania na Uniwersytecie Kapsztadzkim.
Jego wykłady i książki promują kreacjonizm, wiarę adwentystyczną, literalne zrozumienie Biblii oraz wiarę w rychły powrót Jezusa Chrystusa. Promuje także dietę wegańską i odrzuca osiągnięcia współczesnej biblistyki.
Veith napisał wiele książek, w tym Diet and Health i The Genesis Conflict, wspierają one kreacjonizm oraz weganizm. Jest głównym mówcą Amazing Discoveries, ogólnoświatowej organizacji non-profit z siedzibą w Kolumbii Brytyjskiej w Kanadzie.
Amazing Discoveries prowadzi seminaria i transmisje satelitarne, 24 godziny na dobę, siedem dni w tygodniu.

## Życiorys

### Dzieciństwo
Walter Veith urodził się w 1949 roku i dorastał w szorstkim konserwatywnym katolickim domu. Jego matka, z wyznania protestantka, zmarła wcześnie na raka. Podczas lekcji religii, oznajmiono mu, że ze względu na niekatolicką wiarę jego matka będzie "marnieć na wieki wieków" w piekle. To skłoniło Waltera do zostania ateistą w wieku dziesięciu lat.

### Studia
W 1971 roku Walter Veith zaczął studia zoologiczne na Uniwersytecie w Stellenbosch, gdzie ukończył studia magisterskie z zoologii. Jego teza dotyczyła rozmnażania się Kameleonów karłowatych. W 1979 r. rozpoczął dwuletni kurs podyplomowy na Uniwersytecie Kapsztadzkim. Zrealizował pracę doktorką pt: Autoradiographic and Electron Microscopic study of embryonic nutrition in the teleost Clinus superciliosus. Uczęszczał także na wykłady z zoologii na uniwersytetach Durban-Westville i Stellenbosch.
Dziedziną badań Veith'a jest fizjologia żywienia, koncentrująca się na wpływie nowoczesnej hodowli zwierząt na częstość przenoszenia chorób na ludzi. Jego badania koncentrują się na chorobach zwyrodnieniowych spowodowanych nieprawidłowym odżywianiem, a szczególnie na chorobach takich jak osteoporoza, choroby układu krążenia, a także zaburzenia płodności.

## Praca i działalność religijna
Po ukończeniu studiów Veith został adiunktem na Uniwersytecie w Stellenbosch i do 1987 r. prowadził wykłady z zoologii. 
Na początku lat 80., po tym, jak jego młody syn poważnie zachorował i wyzdrowiał, on i jego żona powrócili do wiary katolickiej. Ale kilka lat później zaczęli wątpić w katolicyzm i dzięki wpływowi rzemieślnika, który odnowił im kuchnię, on i jego żona zaczęli wierzyć w doktrynę adwentystyczną.
Podczas pierwszych wykładów jako adiunkt, miał ucznia, który odrzucił to, co nazywał kłamstwem ewolucjonizmu, i zamiast tego utrzymywał wiarę w biblijną opowieść o siedmiodniowym stworzeniu. Mocno ją uargumentował przez co skłonił Veith'a do studiowania tego zagadnienia. Studium biblijne skłoniły go do przyjęcia tego przekonania, które doprowadziło go do konfliktu z tym, czego nauczał.
Z powodu swoich wykładów na temat domniemanego naukowego dowodu biblijnej historii stworzenia został poproszony o opuszczenie Uniwersytetu Stellenbosch.
Sprzedał swój dom w Stellenbosch i przyjął stanowisko profesora nadzwyczajnego na Uniwersytecie Western Cape na wydziale zoologii.
Jego poważne obawy dotyczące teorii ewolucji zostały zażegnane w związku z tym, że musiał tylko przeprowadzać badania.
Uniwersytet został tymczasowo zamknięty z powodu zamieszek. Dało to Veith'owi możliwość podróży do Kalifornii i odwiedzenia Ariel'a Roth'a, kreacjonisty odpowiedzialnego za Adventist Geoscience Research Institute działającego przy Loma Linda University. Zbadał dowody biblijnej historii stworzenia i opracował serię wykładów, aby przedstawić swoje odkrycia.
W następnym roku Veith otrzymał roczny kontrakt na Uniwersytecie w Kapsztadzie. Z uwagi na jego kreacjonistyczne wykłady, jego kontrakt nie został przedłużony, ale został zatrudniony na stanowisku badawczym na Uniwersytecie Western Cape. W tym czasie Veith zaczął prowadzić wykłady poza uniwersytetem. Początkowo jego działalność obejmowała głównie zbory adwentystyczne w Stanach Zjednoczonych, a następnie w Kanadzie, Australii i Europie. W swoich wykładach na temat żywienia propagował wartości adwentystyczne, takie jak wegetarianizm i post. Jego pierwsza książka została opublikowana w 1998 roku pod tytułem Diet and Health.
W 1995 roku został profesorem zwyczajnym i kierownikiem Katedry Zoologii. Wykorzystał swoją pozycję, między innymi, by promować swoją wiarę w kreacjonizm i zaprzeczyć teorii ewolucji. Znalazł współwyznawcę tych poglądów w osobie Quincy Johnson. W 1997 opublikował swoje wyniki w książce The Genesis Conflict.
W wyniku konfliktu na Uniwersytecie Western Cape ze względu na niekonwencjonalne poglądy Walter Veith i Quincy Johnson opuścili wydział zoologii. Johnson dołączył do wydziału Mikrobiologii, a Veith dołączył do Wydziału Fizjologii, gdzie pracował do 2003 roku. Ich prawo do nauczania zoologii zostało wycofane. Po opuszczeniu wydziału fizjologii, Veith poświęcił swój czas na głoszenie ewangelii.

## Wykłady
Walter Veith prezentuje w swoich wykładach podstawowe zasady wiary adwentyzmu, które jego zdaniem stanowią przedłużenie fundamentalnych zasad Reformacji, w tym Sola scriptura, Sola fide, Sola gratia, Solus Christus, Soli Deo gloria i filar reformacji czyli zidentyfikowanie tożsamości Antychrysta.
Twierdzi, że adwentyzm wywodzi się z korzenia Reformacji, i za sprawą dokonania odkryć teologicznych m.in. Poselstwa Trójanielskiego oraz obdarzeniem Kościoła Duchem Proroctwa, Kościół Adwentystów Dnia Siódmego jest wyjątkowy.
Veith prezentuje również wykłady na temat diety, ukazuje w jaki sposób wpływa on bezpośrednio na liczne choroby zwyrodnieniowe, wskazuje na wyniki negatywnych skutków złego odżywiania, takich jak osteoporoza, zapalenie stawów i rak. 
Prowadzi także wykłady na temat kreacjonizmu.

## Poglądy na biblistykę
Profesor Veith uważa, że niektóre z nowych wersji Biblii tłumaczone na podstawie Kodeksu Synajskiego i Aleksandryjskiego są mniej wiarygodne niż te tłumaczone z Textus Receptus.
Kościół Adwentystów Dnia Siódmego nie podziela takich poglądów, chociaż wielu adwentystów nadal preferuje wydania Biblii oparte na Textus Receptus.
Z powodu jego wykładu z 2004 roku pt. War of the Bibles Veith'owi do 2010 roku odmówiono prawa do głoszenia w zborach Kościoła Adwentystów Dnia Siódmego w Niemczech.
Adwentystyczny Instytut Biblijny nie podziela poglądów Veith'a na temat współczesnej biblistyki.
Veith jest zdania, że w roku 2027 nastąpi Paruzja, ponieważ w tym właśnie roku minie 2000 lat od chrztu Jezusa.

## Książki
- Something different. Vegan cookery. More great, tasty recipes. Nuremberg: Shosh, 1993
- Rediscover diet. The influence of diet on our health. Stuttgart: Scientific Publishing Company, 1996 ISBN 3-8047-1468-4, (Also published as Diet and Health, Stuttgart 1998, ISBN 3-88763-068-8 ). Presents insights on health from his own research and seminars on nutrition and the impact of diet on human health and disease
- The Genesis Conflict. Amazing Discoveries, Delta BC 2002, ISBN 0-9682363-5-9. A study of evolutionary theory and the evidences of Creation found in the natural world. In this book Veith discusses the biblical version of the creation account and argues in support of its veracity, maintaining that the geological and paleontological data does not support gradual evolution, but rather imply catastrophism, which is consistent with the Genesis account.
- On the truth is what matters. Amazing Discoveries, Heroldsberg 2003, ISBN 3-9809109-0-3, (Original title: Truth Matters - Escaping the Labyrinth of Error). An analysis of current religious and political developments on the basis of biblical texts, claiming that the Papacy, Freemasonry, and the United Nations (among other institutions) are anti-Christian oriented organizations.

## Publikacje
1. Veith, W. J. 1974. Reproductive biology of Chamaeleo pumilis pumilis with special reference to the role of the corpus luteum and progesterone. Zool. Afr. 9: 161-183.
2. Veith, W. J. 1979 The Chemical composition of the follicular fluid of the viviparous teleost Clinus Superciliousus, Comp. Biochem. Physiol. 63A; 37-40
3. Veith, W. J., 1979, Reproduction of the live-bearing teleost Clinus Superciliosus. S. Afr. J. Zool. 14:208-211
4. Veith, W. J., 1980, Viviparity and embryonic adaptions in the teleost Clinus Superciliosus. Can J. Zool. 58:1-12
5. Veith, W. J. and S. R. Malecha. 1983. Histochemical study of the distribution of lipids, 3 alpha- and 3 beta-hydrosteroid dehydrogenase in the androgenic gland of the cultured prawn, Macrobrachium rosenbergii (de Man) (Crustacea; Decapoda). S. Afri. J. Sci. 79:84-85.
6. Manie, T., Khan, S., Brozel, V.S., Veith, W.J. and Gouws, P.A. 1998. Antimicrobial resistance of bacteria isolated from slaughtered and retail chicken in South Africa. Letters in Applied Microbiology 26, 253-258.
7. Manie, T., Brozel, V.S., Veith, W.J. and Gouws, P.A. 1999. Antimicrobial resistance of bacterial flora associated with bovine products in South Africa. Journal of Food Protection 62, 615-618.